# Бойер, Юхан
Юхан Бойер (норв. Johan Bojer; 6 марта 1872, Оркдал, — 3 июля 1959, Аскер) — норвежский писатель. Номинировался на Нобелевскую премию по литературе.

## Биография
Печатался с 1893 года.
В своих романах описывал жизнь простых фермеров и рыбаков в Норвегии и норвежских иммигрантов в США.
Бойер — один из видных представителей так называемой «областнической литературы», уделял большое внимание местному колориту, идеализировал патриархальный уклад жизни норвежских крестьян и рыбаков.

## Сочинения
- Samlede verker, bd 1-7, Oslo, 1927.
- Samlede romaner, bd 1-5, Oslo, 1942.

### Издания на русском языке
- Фиорды: сборник. — М.: Изд-во Товарищество А. Ф. Маркс, 1909.
- Юхан Бойер. Великий голод. — Л.: Мысль, 1926.
- Юхан Бойер. Власть лжи. — Л.: Мысль, 1927.
- Юхан Бойер. Дирендаль. — Л.: Мысль, 1927.
- Юхан Бойер. Наше царство. — Л.: Прибой, 1927.
- Юхан Бойер. Северные герои. — Л.: Мысль, 1926.
- Юхан Бойер. Эмигранты. — Л.: Мысль, 1927.